# Adagrasib
Adagrasib, un médicament anticancéreux. Il est vendu sous la marque Krazati.

## Mode d'action
Il s'agit d'un inhibiteur de la famille des GTPases RAS.

## Usage médical
L'Adagrasib est un médicament utilisé pour traiter le cancer du poumon non à petites cellules. Plus précisément, il est utilisé pour le cancer avancé muté par KRAS G12C résistant aux autres traitements. Le médicament est pris par voie orale .

## Effets secondaires
Les effets secondaires de ce médicament comprennent la diarrhée, les nausées, les douleurs musculo-squelettiques, les problèmes hépatiques, les problèmes rénaux, l'essoufflement, un faible taux de potassium, un faible taux de sodium, un faible nombre de globules blancs ou un oedème. D'autres effets secondaires peuvent inclure un allongement de l'intervalle QT ou une pneumopathie .

## Histoire
Le médicament  a été approuvé pour un usage médical aux États-Unis en 2022. Aux États-Unis, cela coûte environ 237 000 dollars américains par an en 2022.